# Неаполитанская тарантелла
Неаполитанская тарантелла (итал. tarantella napoletana) — вариант тарантеллы, итальянского народного танца, бытовавшая в Неаполе в XV-XVII вв. В современной культуре наиболее известна мелодия данного варианта. На Западе, преимущественно в Северной Америке, она знакома благодаря популяризации СМИ как стереотипно-«итальянской» мелодии.
Джоаккино Россини использовал мелодию для композиции «La Danza» (из сборника Soirées musicales, 1830—1835).